# Куюк (Елабужский район)
Куюк  — деревня в Елабужском районе Татарстана. Входит в состав Альметьевского сельского поселения.

## География
Находится в северной части Татарстана, в верховье реки Юрашка, в 27 км к северо-западу от города Елабуга.

## История
Упоминалась с 1680 года.
В XVIII – первой половине XIX века жители относились к сословию государственных крестьян. Их основные занятия в этот период – земледелие и скотоводство, был распространён извоз.
В «Списке населенных мест по сведениям 1859—1873 годов», изданном в 1876 году, населённый пункт упомянут как казённый починок Куюк (Батырево) 1-го стана Елабужского уезда Вятской губернии. Располагался при безымянном ключе, по правую сторону Елабужско-Малмыжского почтового тракта, в Елабугу, в 24 верстах от уездного города Елабуги и в 26 верстах от становой квартиры в казённом селе Сарали. В деревне, в 8 дворах проживали 38 человек (35 мужчин и 3 женщины).
В конце XIX века земельный надел сельской общины составлял 276,7 десятины.
До 1920 года деревня входила в Черкасовскую волость Елабужского уезда Вятской губернии. С 1920 года в составе Мамадышского, с 1921 — Елабужского, с 1928 — Челнинского кантонов ТАССР. С 10 августа 1930 года в Елабужском, с 19 февраля 1944 года в Костенеевском, с 8 июня 1944 года в Мортовском, с 19 ноября 1954 года в Елабужском районах.
В годы коллективизации в деревне был организован колхоз «Эшче кул». С 1996 года в составе сельскохозяйственного производственного кооператива «Альметьево».
В 1940–1950-е годы в деревне действовали начальная школа, клуб, библиотека.

## Население
| 1859 | 1887 | 1905 | 1920 | 1926 | 1938 | 1958 | 1970 | 1979 | 1989 | 2002 | 2010 | 2017 |
| ---- | ---- | ---- | ---- | ---- | ---- | ---- | ---- | ---- | ---- | ---- | ---- | ---- |
| 38   | 171  | 124  | 215  | 235  | 243  | 159  | 123  | 70   | 21   | 14   | 12   | 7    |

Национальный состав села — татары.

## Экономика
Жители занимаются полеводством.